# Neuviller-la-Roche
Neuviller-la-Roche é uma comuna francesa na região administrativa de Grande Leste, no departamento Baixo Reno. Estende-se por uma área de 9,28 km². Em 2010 a comuna tinha 343 habitantes (densidade: 37 hab./km²).